# Allouis
Allouis ist eine französische Gemeinde mit 1.052 Einwohnern (Stand 1. Januar 2022) im Département Cher der Region Centre-Val de Loire, nahe der Stadt Bourges gelegen.

## Geographie
An der südwestlichen Gemeindegrenze verläuft der Fluss Yèvre, im Süden sein späterer Zufluss Annain. Das Gemeindegebiet wird auch vom Flüsschen Croulas durchquert, das später über den Barangeon ebenfalls die Yèvre erreicht.
Nachbargemeinden sind Saint-Laurent im Norden, Allogny im Nordosten, Saint-Éloy-de-Gy im Osten, Berry-Bouy im Südosten, Mehun-sur-Yèvre im Süden, Foëcy im Westen und Vignoux-sur-Barangeon im Nordwesten.

## Bevölkerungsentwicklung
| Jahr                       | 1962 | 1968 | 1975 | 1982 | 1990 | 1999 | 2007 | 2016 |
| Einwohner                  | 623  | 551  | 562  | 639  | 706  | 771  | 908  | 1074 |
| Quellen: Cassini und INSEE |      |      |      |      |      |      |      |      |

## Sendeanlage
In Allouis befindet sich der Rundfunk- und Zeitzeichensender Sender Allouis.

## Brauchtum
In Allouis und den umliegenden Gemeinden gibt es einen sehr merkwürdigen Faschingsbrauch. So ist es dort üblich, nicht nur sich zu verkleiden, sondern auch seine Haustiere zu schminken.